# Koninklijke Stallen
De Koninklijke Stallen aan de Hogewal maakt deel uit van een gebouwencomplex in het centrum van Den Haag. Hiertoe behoren ook Paleis Noordeinde en de Paleistuin, waarin een pand staat met het Koninklijk Huisarchief. Het eclectisch-renaissancistische gebouw met stallen en koetshuizen rondom een rechthoekige binnenplaats werd ontworpen door H.P. Vogel en gerealiseerd in de periode 1876-1879. Voorontwerpen waren gemaakt door L.H. Eberson en J.P.C. Swijser. Het is een Rijksmonument dat in gebruik is door het Koninklijk Staldepartement.

## Omschrijving stallen
Het hoofdgebouw heeft de vorm van vier aaneengesloten rechte vleugels die een grote geheel bestrate binnenplaats omsluiten. De 110 meter brede voorgevel is grotendeels van rode baksteen, met een plint en banden van grijskleurig natuursteen. Aan de zijgevels is, in de plaats van een natuurstenen plint, gele baksteen aangebracht. Er zijn gebosseerde pilasters van natuursteen aangebracht langs de hoeken van de gevel en in de middenpartij, waar zich de hoofdingang bevindt. Daarnaast zijn in de gevel smeedijzeren sierankers aangebracht. De middenpartij wordt bekroond door een ronde fronton, waarin het Wapen van het Koninkrijk der Nederlanden, waarboven een verhoogd dak, dat uitloopt in een naaldspits. Ook op de hoekpaviljoens een bekroning met een rond fronton, waarin echter een medaillon met een paardenhoofd.

## Geschiedenis
Eerder stonden de paarden van het koninklijk huis verspreid over heel Den Haag, onder andere in stallen achter het Pagehuis aan het Lange Voorhout, waar nu de Algemene Rekenkamer is. De huidige Koninklijke Stallen werden gebouwd op de hoek van de Hoge- en de Prinsessewal, waarvoor een stuk van de Paleistuin werd opgeofferd. Hier staan onder meer paarden en koetsen van de koninklijke familie. Vanaf 1898 stond hier ook de Gouden Koets, totdat hij in het tweede decennium van de 21ste eeuw elders gerestaureerd ging worden en vooralsnog daarna niet terugkeerde. Hier staan ook de hofauto's en de Ierse halfbloed Wexy (1802-1840), het opgezette paard van de latere koning Willem II, dat in 1815 tijdens de Slag bij Waterloo door een schotwond gewond raakte.
De bouwkosten kwamen voor rekening van het Rijk en werden in eerste instantie geschat op 380.000 gulden. In mei 1898 waren die echter tot ergernis van de Tweede Kamer en de vaderlandse pers opgelopen tot 600.000 gulden. De voorgevel van het staldepartement lag bij de aanbouw iets van de hoofdweg af, zodat er ruimte was voor het maken van een bocht bij het in- en uitrijden van de koetsen. De grond aan de voorkant van de Koninklijke Stallen behoorde echter toe aan de Staat der Nederlanden, die daardoor voor de inrichting en onderhoud verantwoordelijk was. Om daaraan te ontkomen, werd de grond bij wet aan de gemeente Den Haag geschonken, die sindsdien alle kosten draagt. 
Bij aanvang van de Duitse inval van Nederland in mei 1940 bevonden zich 52 paarden in de hofstad. In de zomer van dat jaar werden 34 paarden verkocht, voordat de Duitse bezettingsmacht ze in beslag kon nemen. Van de opbrengst werden gedurende de oorlogsjaren het voedsel voor de overgebleven paarden en het onderhoud aan de stallen bekostigd.
In 2021 bevonden zich negen rijpaarden en 22 koetspaarden in de stallen, alsook dertig hofauto's. Het staldepartement beschikte dat jaar over zeventig rijtuigen, waarvan er twintig in Den Haag geparkeerd stonden. De andere bevonden zich in paleis Het Loo in de stad Apeldoorn.
Als afsluiting van Koningsdag 2021 verzorgden The Streamers een liveconcert vanaf de binnenplaats van de Koninklijke Stallen. Op het hoogtepunt keken meer dan 2,5 miljoen mensen naar de livestream.

## Bezichtiging
Omdat de stalgebouwen worden gebruikt door het Koninklijk Staldepartement, zijn deze normaal gesproken niet toegankelijk. In de jaren 2016-2019 waren de Koninklijke Stallen echter jaarlijks in de zomer gedurende een periode van enkele weken te bezichtigen. Iets minder dan 18.000 toegangskaarten konden vanaf medio juli worden gekocht via een online kaartverkoop. Wegens de COVID-19-pandemie kwam daar in 2020 een eind aan.

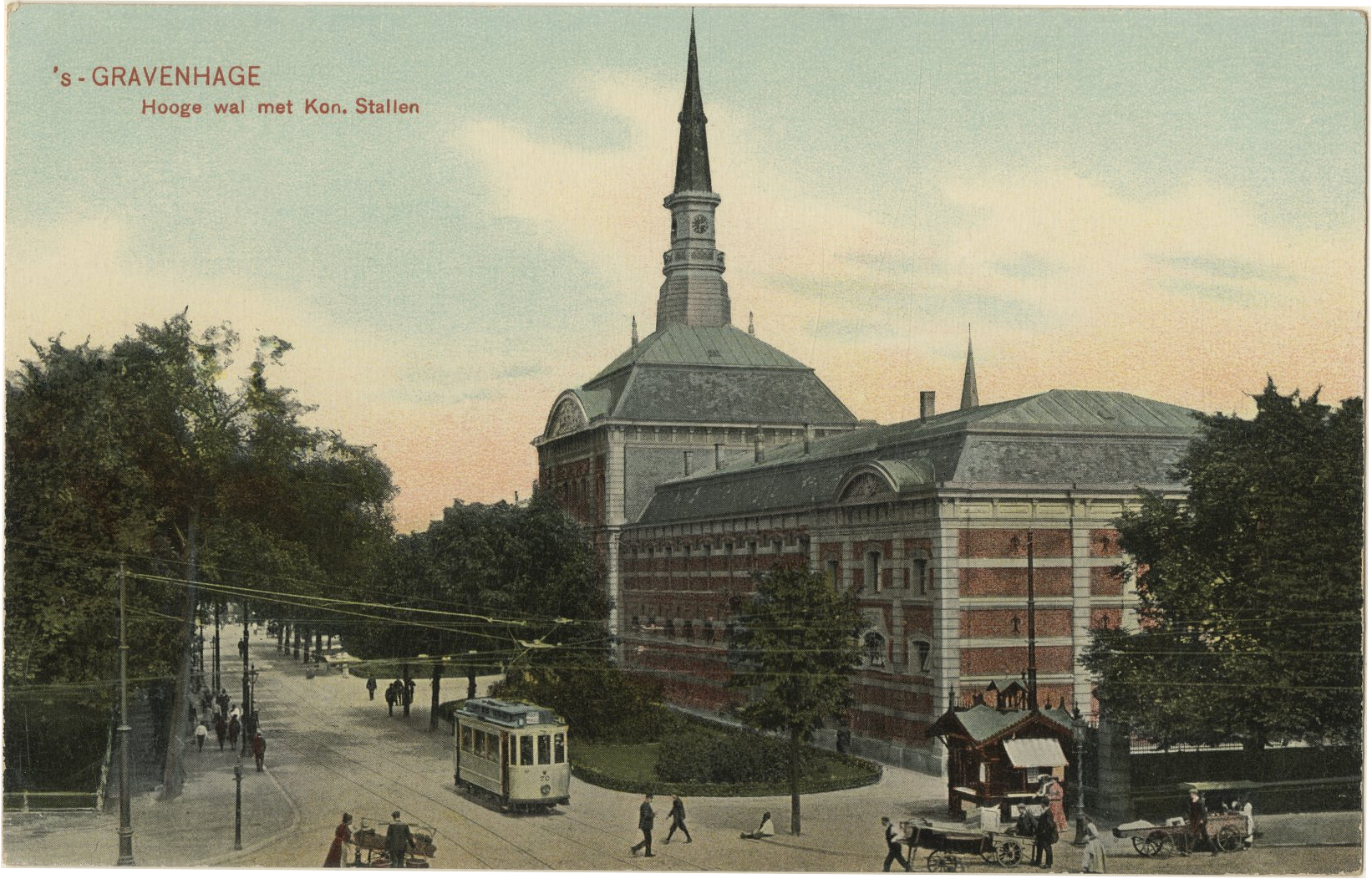
Zicht vanaf het Piet Heinplein in 1906
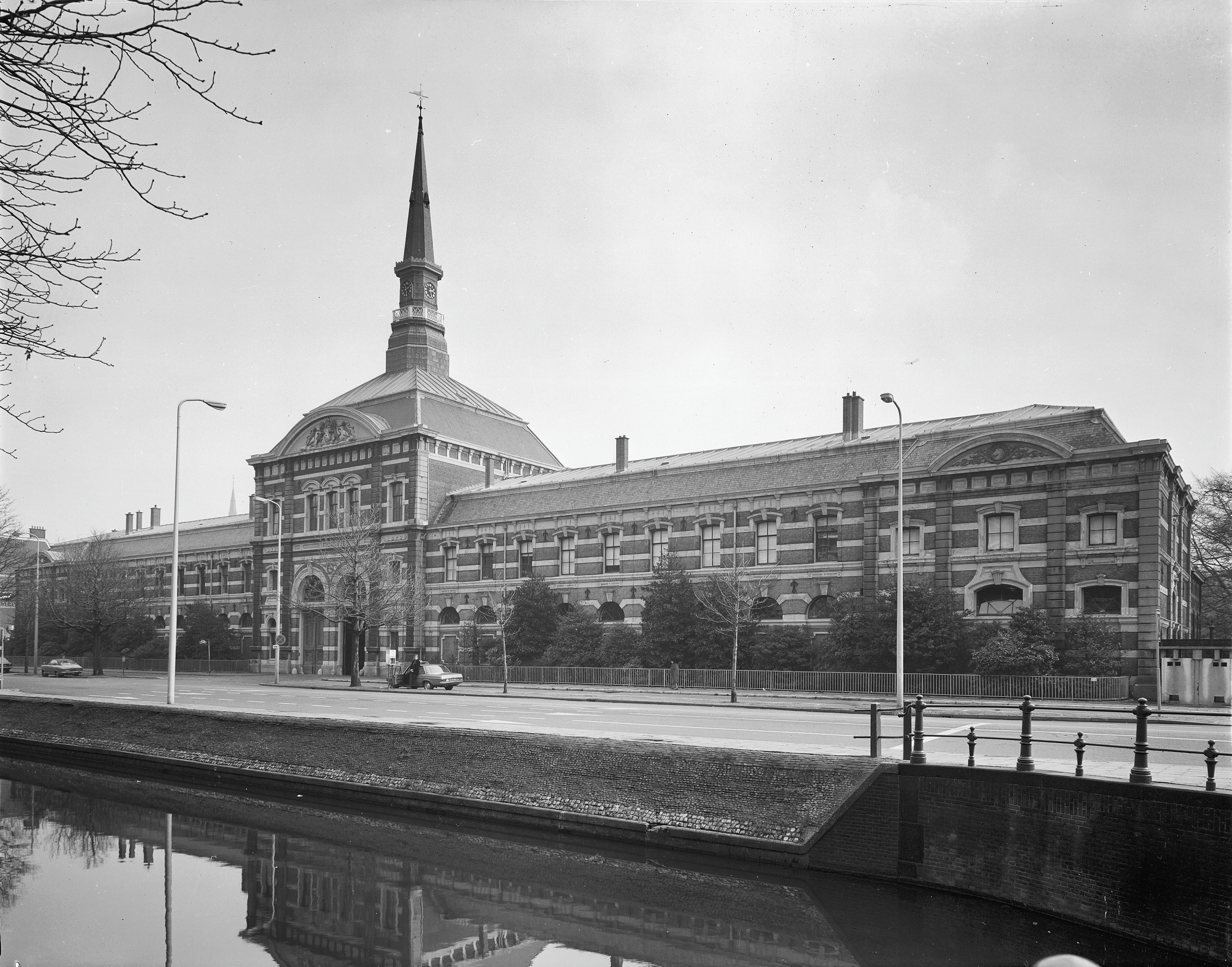
Voorgevel in 1974
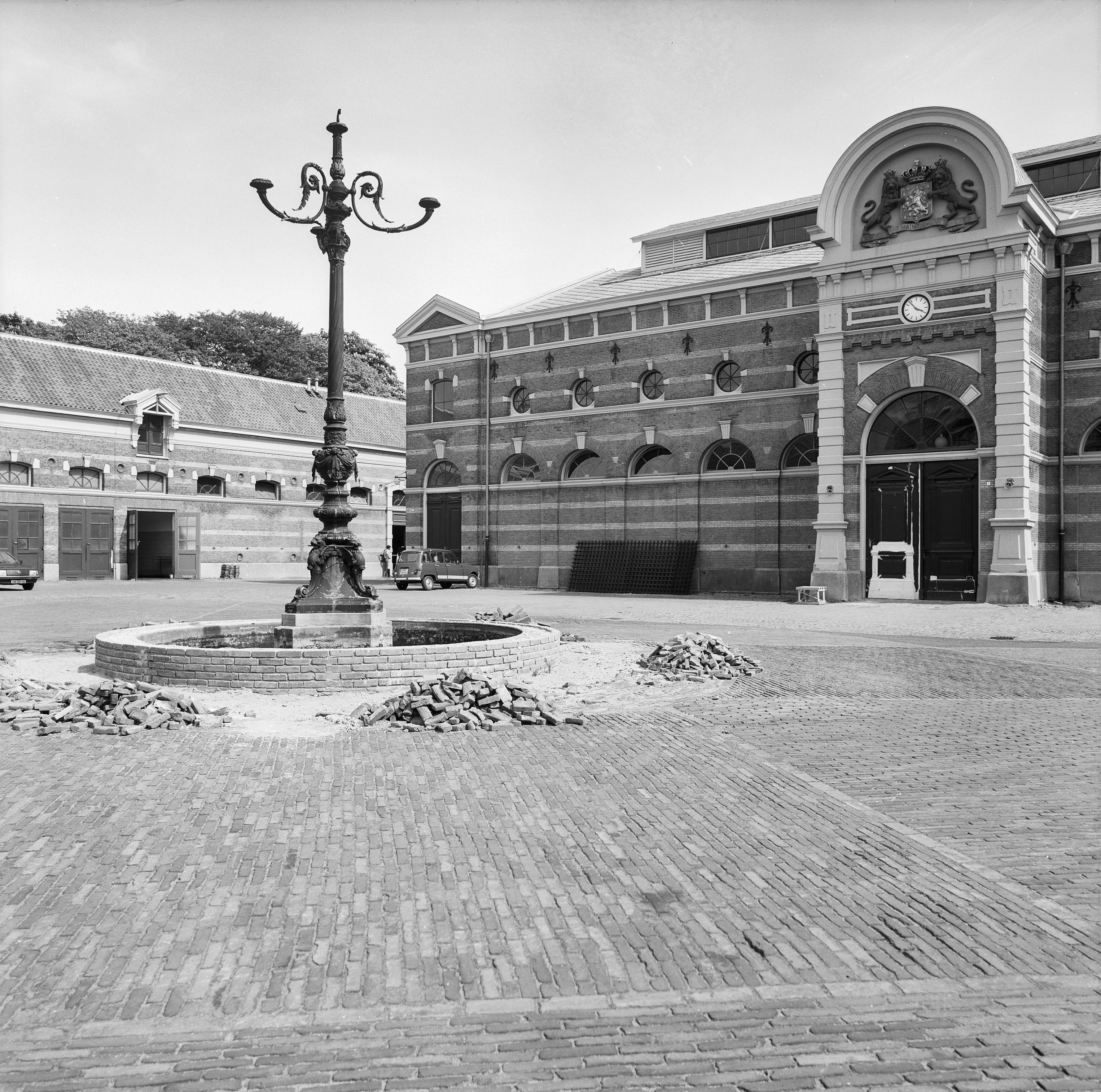
Binnenplaats in 1981
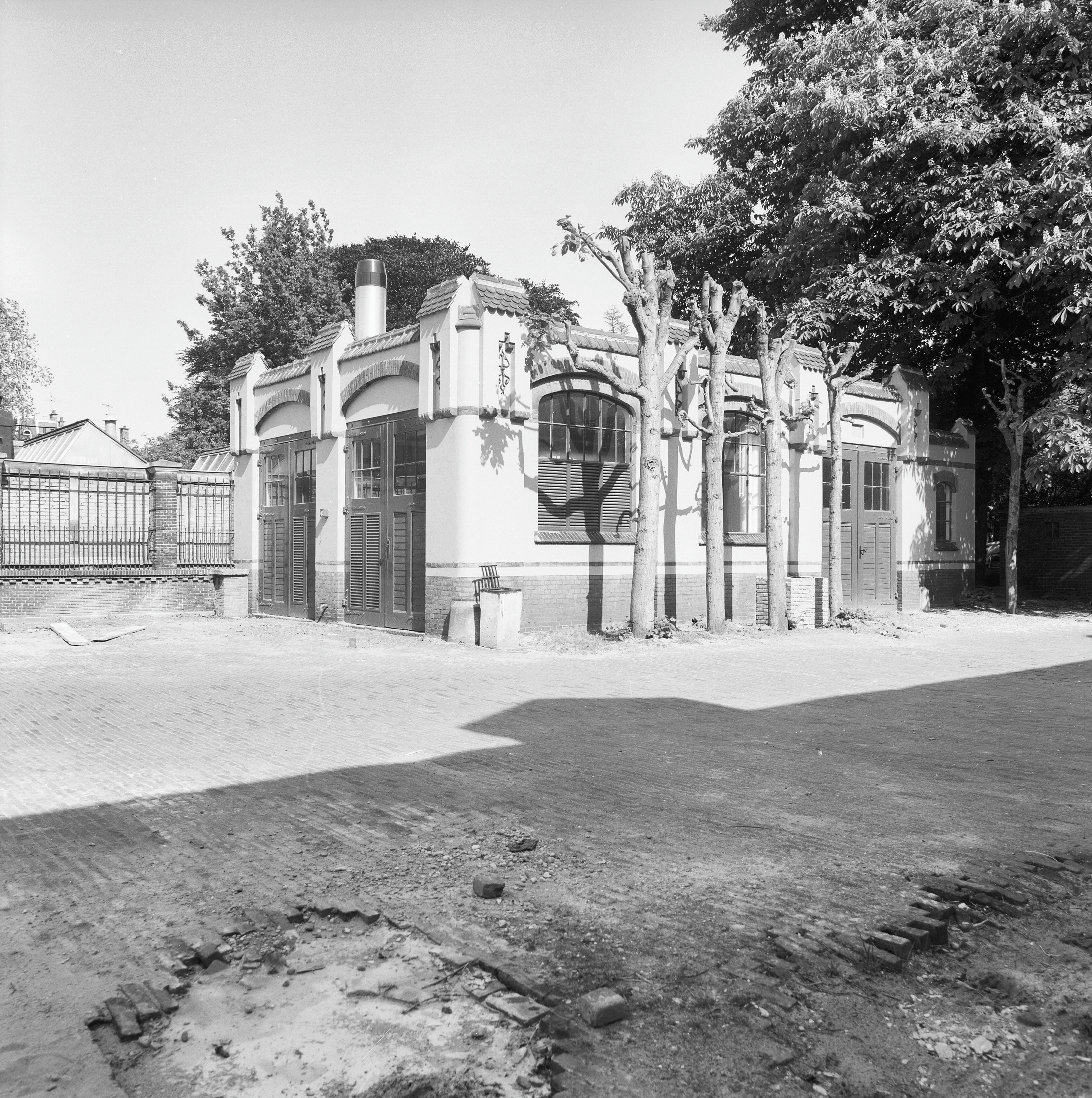
Garage in 1981